# Démographie de Rhône-Alpes
Rhône-Alpes est la deuxième région la plus peuplée de France, avec 6 021 293 habitants en 2006, soit 376 000 habitants de plus qu'en 1999. Depuis le début de 2000, la croissance démographique s'est accélérée passant à 54 000 habitants par an en moyenne, soit un accroissement de 0,9 %. Cet accroissement est dû à 58 %, à son excédent naturel (2e rang en métropole après l'Île-de-France). Les 42 autres % sont liés à un excédent migratoire qui tend à s'accroître.
La répartition de la population sur le territoire est assez inégale. Près de la moitié de la population vit dans les trois principales aires urbaines, tandis que les départements méridionaux sont peu peuplés, comme l'Ardèche.
La population régionale connaît une évolution assez soutenue, sauf celle du département de la Loire qui a vu sa population sensiblement diminuer entre les deux recensements de 1990 et 1999. Depuis cette date le chiffre de la population de ce département semble stabilisé et un timide redressement est même amorcé.
Les habitants de Rhône-Alpes sont les Rhônalpins.

Drapeau de Rhône-Alpes

## Évolution de la population

### Historique
| Années | Population des départements | Population des départements | Population des départements | Population des départements | Population des départements | Population des départements | Population des départements | Population des départements | Population des départements |
| Années | Ain                         | Ardèche                     | Drôme                       | Isère                       | Loire                       | Rhône                       | Savoie                      | H.-Savoie                   | Total Rhône-Alpes           |
| ------ | --------------------------- | --------------------------- | --------------------------- | --------------------------- | --------------------------- | --------------------------- | --------------------------- | --------------------------- | --------------------------- |
| 1801   | 297 071                     | 266 656                     | 235 357                     | 413 109                     | 290 903                     | 299 390                     | 220 895                     | 215 000                     | 2 238 381                   |
| 1851   | 366 000                     | 387 000                     | 327 000                     | 578 000                     | 473 000                     | 607 000                     | 276 000                     | 270 000                     | 3 282 000                   |
| 1901   | 343 000                     | 354 000                     | 297 000                     | 544 000                     | 648 000                     | 875 000                     | 255 000                     | 264 000                     | 3 579 000                   |
| 1936   | 307 000                     | 273 000                     | 267 000                     | 541 000                     | 650 000                     | 1 070 000                   | 239 000                     | 260 000                     | 3 607 000                   |
| 1946   | 298 545                     | 254 598                     | 268 233                     | 541 892                     | 631 591                     | 959 226                     | 235 965                     | 270 565                     | 3 460 615                   |
| 1954   | 300 989                     | 249 077                     | 275 280                     | 587 975                     | 654 482                     | 1 015 875                   | 252 192                     | 293 852                     | 3 629 722                   |
| 1962   | 314 457                     | 248 516                     | 304 227                     | 677 330                     | 696 348                     | 1 181 812                   | 266 678                     | 329 230                     | 4 018 598                   |
| 1968   | 339 000                     | 257 000                     | 343 000                     | 768 000                     | 722 000                     | 1 326 000                   | 289 000                     | 379 000                     | 4 423 000                   |
| 1975   | 376 477                     | 257 065                     | 361 847                     | 860 339                     | 742 396                     | 1 429 647                   | 305 118                     | 447 795                     | 4 780 684                   |
| 1982   | 418 516                     | 267 970                     | 389 781                     | 936 771                     | 739 521                     | 1 445 208                   | 323 675                     | 494 505                     | 5 015 947                   |
| 1990   | 470 651                     | 277 651                     | 413 829                     | 1 015 238                   | 746 101                     | 1 507 113                   | 348 089                     | 567 735                     | 5 346 407                   |
| 1995   | 495 127                     | 281 487                     | 427 508                     | 1 059 768                   | 740 191                     | 1 551 482                   | 362 340                     | 607 187                     | 5 525 090                   |
| 1999   | 514 331                     | 285 889                     | 437 654                     | 1 092 778                   | 729 081                     | 1 577 095                   | 372 752                     | 630 654                     | 5 640 234                   |

Après avoir été caractérisé par un dynamisme supérieur à celui de la France durant la première moitié du XIXe siècle (plus 40 % en 50 ans contre + 15 % pour la France), le développement démographique de la région connaît un marasme complet durant près d'un siècle. Le sommet de 1901 sera le point de départ d'une succession de baisses suivies de hausses légères, si bien qu'en 1946, après les deux guerres mondiales, la population se retrouve presque au même niveau qu'en 1851. Mais la tendance s'inverse dès lors, et la région devient progressivement l'une des plus dynamiques de la métropole. En 1999, la population de la région a ainsi progressé de 63 % par rapport à l'immédiat après-guerre. Et le mouvement ne s'arrête pas, comme le montre le tableau suivant. 

### Années récentes
|              | Population au 1er janvier | Population au 1er janvier | Population au 1er janvier | Population au 1er janvier |
| 1999         | 2008                      | 2011                      | 2012                      |                           |
| ------------ | ------------------------- | ------------------------- | ------------------------- | ------------------------- |
| Ain          | 512 270                   | 581 355                   | 603 827                   | 612 191                   |
| Ardèche      | 286 023                   | 311 452                   | 317 277                   | 318 407                   |
| Drôme        | 437 778                   | 478 069                   | 487 993                   | 491 334                   |
| Isère        | 1 094 006                 | 1 188 660                 | 1 215 212                 | 1 224 993                 |
| Loire        | 728 524                   | 742 076                   | 749 053                   | 753 763                   |
| Rhône        | 1 578 869                 | 1 690 498                 | 1 744 236                 | 1 762 866                 |
| Savoie       | 373 258                   | 408 842                   | 418 949                   | 421 105                   |
| Haute-Savoie | 631 679                   | 716 277                   | 746 994                   | 756 501                   |
| Rhône-Alpes  | 5 642 407                 | 6 113 000                 | 6 283 541                 | 6 341 160                 |

Sources :,,,.
Entre 1999 et 2008, la population de la région progresse encore de 473.000 habitants, soit près de 8,5 %, contre 294.000 entre 1990 et 1999. Le mouvement a ainsi tendance à s'amplifier depuis le début du siècle. Il est vrai que Rhône-Alpes est remarquablement situé dans la partie occidentale de la mégalopole européenne aux confins de la Suisse et de l'Italie et constitue un carrefour majeur entre la route menant de la moitié nord de la France, du Royaume-Uni et du Benelux vers le sud de l'Europe (Italie et Catalogne surtout), et celle qui va depuis l'Allemagne et le centre de l'Europe vers la péninsule ibérique et l'Afrique du Nord. Cette position de tout grand carrefour européen est soulignée par la densité du réseau autoroutier autour de Lyon, et les nombreuses lignes de TGV réalisées ou en projet, centrées sur la capitale de la région.

## Naissances et décès par département
Les chiffres suivants sont fournis par l'INSEE,,,.
| Département  | 2000   | 2000   | 2000   | 2004   | 2004   | 2004   | 2005   | 2005   | 2005   | 2006   | 2006   | 2006   |
| Département  | Naiss. | Décès  | Solde  | Naiss. | Décès  | Solde  | Naiss. | Décès  | Solde  | Naiss. | Décès  | Solde  |
| ------------ | ------ | ------ | ------ | ------ | ------ | ------ | ------ | ------ | ------ | ------ | ------ | ------ |
| Ain          | 6 653  | 4 227  | 2 426  | 6 706  | 3 903  | 2 803  | 6 976  | 4 259  | 2 717  | 7 228  | 4 070  | 3 158  |
| Ardèche      | 3 285  | 3 211  | 74     | 3 176  | 3 017  | 159    | 3 414  | 3 188  | 226    | 3 484  | 3 041  | 443    |
| Drôme        | 5 648  | 4 029  | 1 619  | 5 703  | 3 894  | 1 809  | 5 579  | 3 936  | 1 743  | 5 945  | 3 822  | 2 123  |
| Isère        | 14 843 | 8 005  | 6 838  | 15 356 | 7 641  | 7 715  | 15 447 | 8 010  | 7 437  | 15 830 | 7 872  | 7 958  |
| Loire        | 9 007  | 7 091  | 1 916  | 8 906  | 6 801  | 2 105  | 8 975  | 7 089  | 1 886  | 9 184  | 6 706  | 2 478  |
| Rhône        | 23 052 | 11 862 | 11 190 | 23 796 | 11 360 | 12 436 | 24 270 | 11 663 | 12 607 | 24 808 | 11 422 | 13 386 |
| Savoie       | 4 761  | 3 256  | 1 505  | 4.736  | 3.083  | 1.653  | 4.795  | 3.178  | 1.617  | 4.903  | 3 104  | 1 799  |
| Haute-Savoie | 8 866  | 4 438  | 4 428  | 8.753  | 4.390  | 4.363  | 8.967  | 4.658  | 4.309  | 9.124  | 4 401  | 4 723  |
| Rhône-Alpes  | 76 115 | 46 119 | 29 996 | 77 132 | 44 089 | 33 043 | 78 423 | 45 981 | 32 442 | 80 506 | 44 438 | 36 068 |

Avec un chiffre des naissances en 2006 en hausse de 2 083 unités (plus de 2,5 %) par rapport à l'année précédente, la région Rhône-Alpes confirme un dynamisme démographique constaté depuis plusieurs décennies. À titre de comparaison, dès 2005, le nombre de naissances de la région est nettement supérieur à celui de la Suisse voisine (72 903 naissances en 2005 pour 7 400 000 habitants), et a dépassé en 2005 celui de l'Autriche pourtant peuplée de plus de 8 200 000 habitants (78 190 naissances en 2005). Au point de vue natalité, il faut aussi souligner la prestation de l'Ardèche (plus 7,5 % en 2005 et plus 2 % en 2006, soit près de 10 % en deux ans).
Si l'on considère les progrès observés entre 2000 et 2006, c'est l'Isère (plus 7 %), l'Ain et le Rhône (plus 8 %) qui affichent les plus notables progressions.

## Fécondité par département
En 2003, le nombre moyen d'enfants par femme ou indice conjoncturel de fécondité était le suivant pour chaque département et pour l'ensemble de la région : 
| Département           | Fécondité 1999 | Fécondité 2000 | Fécondité 2001 | Fécondité 2002 | Fécondité 2003 | Fécondité 2004 | Fécondité 2005 | Fécondité 2006 | Fécondité 2007 | Fécondité 2008 | Fécondité 2009 | Fécondité 2010 | Fécondité 2011 |
| --------------------- | -------------- | -------------- | -------------- | -------------- | -------------- | -------------- | -------------- | -------------- | -------------- | -------------- | -------------- | -------------- | -------------- |
| Ain                   | 1,79           | 1,88           | 1,86           | 1,89           | 1,98           | 1,93           | 1,99           | 2,04           | 1,94           | 2,06           | 2,00           | 2,03           | 2,02           |
| Ardèche               | 1,77           | 1,90           | 1,96           | 1,95           | 2,02           | 1,92           | 2,05           | 2,09           | 2,09           | 2,10           | 2,03           | 2,09           | 2,07           |
| Drôme                 | 1,85           | 2,01           | 2,02           | 2,01           | 2,03           | 2,10           | 2,05           | 2,16           | 2,11           | 2,15           | 2,12           | 2,14           | 2,15           |
| Isère                 | 1,76           | 1,85           | 1,90           | 1,87           | 1,89           | 1,95           | 1,96           | 2,02           | 2,01           | 2,06           | 2,06           | 2,10           | 2,05           |
| Loire                 | 1,81           | 1,91           | 1,90           | 1,89           | 1,93           | 1,97           | 2,01           | 2,07           | 2,09           | 2,14           | 2,12           | 2,17           | 2,15           |
| Rhône                 | 1,80           | 1,87           | 1,87           | 1,89           | 1,91           | 1,95           | 1,99           | 2,04           | 2,02           | 2,05           | 2,06           | 2,08           | 2,07           |
| Savoie                | 1,72           | 1,82           | 1,83           | 1,79           | 1,83           | 1,85           | 1,89           | 1,95           | 2,02           | 1,98           | 1,94           | 2,06           | 1,99           |
| Haute-Savoie          | 1,77           | 1,91           | 1,85           | 1,89           | 1,93           | 1,92           | 1,93           | 1,93           | 1,89           | 1,98           | 1,94           | 1,96           | 1,95           |
| Rhône-Alpes           | 1,78           | 1,87           | 1,88           | 1,88           | 1,91           | 1,93           | 1,97           | 2,02           | 2,00           | 2,05           | 2,03           | 2,06           | 2,04           |
| France métropolitaine | 1,79           | 1,87           | 1,88           | 1,87           | 1,87           | 1,91           | 1,93           | 1,99           | 1,97           | 2,00           | 1,98           | 2,03           | 2,01           |

Tant l'ensemble de la région que le département du Rhône, de loin le plus peuplé, ont un taux de fécondité légèrement supérieur à celui de la France. La région dépasse la moyenne française depuis 2002. Il faut remarquer les taux élevés de la Loire, de la Drôme et de l'Ardèche qui font désormais partie d'un "ruban" rhodanien de haute fécondité. À la suite de la hausse de la fécondité en France depuis l'an 2000, il n'est pas exclu que ces départements atteignent bientôt le seuil de remplacement des générations (2,07-2,08 enfants par femme), ce qui est en 2004 le cas de la Drôme. On note aussi, au fil des ans, la substantielle remontée du Rhône, de l'Isère et de la Haute-Savoie, tous trois départements fort peuplés.. 
Au total on peut dire que la région Rhône-Alpes fait actuellement partie des régions françaises à plus haute fécondité, ce qui n'était pas le cas historiquement.

## Immigrés et étrangers
Par immigré on entend quelqu'un résidant en France, né étranger à l'étranger. Il peut être devenu français par acquisition de la nationalité française ou avoir gardé sa nationalité étrangère. Par contre le groupe des étrangers est constitué par l'ensemble des résidents ayant une nationalité étrangère, qu'ils soient nés en France ou hors de France. Les enfants de couples étrangers nés en France sont étrangers mais deviennent Français à leur majorité, s'ils ne désirent pas conserver leur nationalité d'origine. Cependant, dès l'âge de 13 ans, les parents peuvent demander la nationalité française pour leur enfant, avec son accord (sous condition d'avoir résidé cinq ans en France). De plus le mineur de 16 ans accomplis peut faire la demande d'acquisition anticipée de la nationalité sans l'accord de ses parents.

### Nombre d'étrangers en Rhône-Alpes
|                         | Effectifs en janvier 1999 | Effectifs en janvier 1999 | Effectifs en janvier 1999 | Effectifs en janvier 1999 | Effectifs en janvier 1999 | Effectifs en janvier 1999 | Effectifs en janvier 1999 | Effectifs en janvier 1999 | Total Région | Total Région |
| Ain                     | Ardèche                   | Drôme                     | Isère                     | Loire                     | Rhône                     | Savoie                    | H.-Savoie                 | 01-1999                   | 01-2005      |              |
| ----------------------- | ------------------------- | ------------------------- | ------------------------- | ------------------------- | ------------------------- | ------------------------- | ------------------------- | ------------------------- | ------------ | ------------ |
| Ensemble                | 515 478                   | 286 160                   | 437 817                   | 1 093 786                 | 728 870                   | 1 578 423                 | 373 350                   | 631 963                   | 5 645 847    | 5 958 320    |
| Français                | 474 575                   | 276 830                   | 417 405                   | 1 026 053                 | 688 168                   | 1 459 469                 | 353 601                   | 584 680                   | 5 280 781    | 5 577 000    |
| Naturalisés             | 21 962                    | 6 817                     | 15 647                    | 65 769                    | 28 382                    | 87 305                    | 14 611                    | 30 777                    | 271 270      |              |
| Étrangers               | 40 903                    | 9 330                     | 20 412                    | 67 733                    | 40 702                    | 118 954                   | 19 749                    | 47 283                    | 365 066      | 381 000      |
| Union Européenne des 15 | 16 101                    | 4 087                     | 6 078                     | 29 617                    | 12 302                    | 35 006                    | 9 581                     | 17 970                    | 130 742      | 124 000      |
| -- dont Espagnols       | 2 087                     | 674                       | 1 117                     | 3 454                     | 1 429                     | 5 873                     | 557                       | 2 438                     | 17 629       | 14 000       |
| -- Italiens             | 3 135                     | 477                       | 1 163                     | 10 346                    | 4 386                     | 8 311                     | 4 495                     | 6 454                     | 38 767       | 34 000       |
| -- Portugais            | 5 665                     | 1 202                     | 2 020                     | 11 052                    | 5 658                     | 16 162                    | 3 124                     | 5 536                     | 50 419       | 46 000       |
| Étr. hors Europe        | 24 802                    | 5 243                     | 14 334                    | 38 116                    | 28 400                    | 83 948                    | 10 168                    | 29 313                    | 234 324      | 257 000      |
| -- dont Algériens       | 2 678                     | 1 352                     | 3 730                     | 13 825                    | 11 845                    | 34 446                    | 3 385                     | 5 465                     | 76 726       | 76 000       |
| -- Marocains            | 6 641                     | 1 759                     | 4 844                     | 4 724                     | 5 892                     | 7 675                     | 2 464                     | 3 975                     | 37 974       | 34 000       |
| -- Tunisiens            | 1 396                     | 354                       | 1 518                     | 4 572                     | 2 025                     | 13 411                    | 555                       | 2 745                     | 26 575       | 23 000       |
| -- Turcs                | 6 382                     | 650                       | 2 189                     | 7 419                     | 5 604                     | 8 736                     | 1 910                     | 6 374                     | 39 264       | 40 000       |

### Répartition des naissances par nationalité de la mère
Chiffres de l'INSEE pour l'année 2004 :
|                  | Ensemble | Mères françaises | Mères étrangères | Mères étrangères | Mères étrangères | Mères étrangères | Mères étrangères | Mères étrangères | Mères étrangères |
| Total étrangères | Ensemble | Mères françaises | Algérie          | Espagne          | Italie           | Portugal         | Maroc            | Tunisie          |                  |
| ---------------- | -------- | ---------------- | ---------------- | ---------------- | ---------------- | ---------------- | ---------------- | ---------------- | ---------------- |
| Ain              | 6.706    | 5.980            | 726              | 71               | 8                | 21               | 61               | 144              | 21               |
| Ardèche          | 3.176    | 2.976            | 200              | 45               | 1                | 2                | 8                | 63               | 8                |
| Drôme            | 5.703    | 5.109            | 594              | 132              | 5                | 4                | 27               | 112              | 51               |
| Isère            | 15.356   | 13.806           | 1.550            | 371              | 16               | 33               | 109              | 109              | 107              |
| Loire            | 8 906    | 7 985            | 921              | 306              | 7                | 6                | 41               | 152              | 43               |
| Rhône            | 23 796   | 20 205           | 3 591            | 1 085            | 28               | 32               | 136              | 305              | 302              |
| Savoie           | 4 736    | 4 333            | 403              | 78               | 4                | 14               | 35               | 56               | 12               |
| Haute-Savoie     | 8 753    | 7 773            | 980              | 104              | 22               | 20               | 51               | 117              | 28               |
| Rhône-Alpes      | 77.132   | 68.167           | 8.965            | 2.192            | 91               | 132              | 468              | 1.058            | 572              |
| -- légitimes     | 44.698   | 37.436           | 7.262            | 1.932            | 50               | 83               | 295              | 961              | 544              |
| -- hors-mariage  | 32.434   | 30.731           | 1.703            | 260              | 41               | 49               | 173              | 97               | 28               |

## Les mariages en région Rhône-Alpes
En 2004, on a enregistré 26.413 mariages en région Rhône-Alpes, dont :
- 22.176 entre deux conjoints français
- 516 entre conjoints étrangers
- 1.544 mariages mixtes entre époux français et épouse étrangère
- 2.177 mariages mixtes entre épouse française et époux étranger

Le nombre élevé de mariages mixtes implique un important brassage de populations dans la région et la population étrangère semble ainsi se diluer progressivement dans la population locale, puisque sur 714 conjoints étrangers impliqués dans le total des mariages, 558 (soit près de 78 %) l'étaient dans des mariages mixtes (71 % pour la totalité de la métropole).
Ventilation des mariages mixtes
|                  | Total mariages mixtes | Nationalité du conjoint étranger | Nationalité du conjoint étranger | Nationalité du conjoint étranger | Nationalité du conjoint étranger |
| Italienne        | Total mariages mixtes | Espagnole                        | Portugaise                       | Algérienne                       |                                  |
| ---------------- | --------------------- | -------------------------------- | -------------------------------- | -------------------------------- | -------------------------------- |
| Époux français   | 1.544                 | 35                               | 15                               | 54                               | 234                              |
| Épouse française | 2.177                 | 93                               | 30                               | 152                              | 678                              |

Source : .
Les mariages mixtes français-étrangers sont importants à observer. Il s'agit en effet d'un des principaux indicateurs d'intégration des populations étrangères, avec le nombre des acquisitions de la nationalité.

## Aires urbaines principales
Les chiffres suivants concernent les aires urbaines dans leur extension définie lors du recensement de 1999 (pour les chiffres de population jusqu'en 1999). À partir de 2008, il s'agit des extensions définies en 2010. 
Les principales aires urbaines étaient les suivantes :
| Aires urbaines               | Date du recensement | Date du recensement | Date du recensement | Date du recensement | Date du recensement |
| Aires urbaines               | 1982                | 1990                | 1999                | 2008                | 2011                |
| ---------------------------- | ------------------- | ------------------- | ------------------- | ------------------- | ------------------- |
| Lyon                         | 1 449 319           | 1 551 133           | 1 648 216           | 2 118 132           | 2 188 759           |
| Grenoble                     | 461 459             | 485 369             | 514 559             | 664 832             | 675 122             |
| Saint-Étienne                | 343 484             | 343 239             | 321 703             | 506 655             | 508 548             |
| Genève-Annemasse (voir note) | 157 167             | 189 348             | 212 248             | 262 822             | 284 525             |
| Annecy                       | 148 630             | 169 459             | 189 674             | 209 859             | 219 470             |
| Valence                      | 148 969             | 158 638             | 167 155             |                     |                     |
| Chambéry                     | 110 117             | 119 529             | 131 280             |                     |                     |
| Roanne                       | 110 351             | 107 600             | 104 892             |                     |                     |
| Bourg-en-Bresse              | 90 063              | 95 590              | 101 016             |                     |                     |
| Saint-Chamond                | 86 399              | 86 650              | 84 925              |                     |                     |
| Thonon-les-Bains             | 54 784              | 64 860              | 70 154              |                     |                     |
| Romans-sur-Isère             | 59 079              | 63 074              | 65 933              |                     |                     |
| Villefranche-sur-Saône       | 54 144              | 59 904              | 63 632              |                     |                     |
| Cluses                       | 47 824              | 54 361              | 61 109              |                     |                     |
| Montélimar                   | 52 575              | 55 298              | 58 557              |                     |                     |
| Vienne                       | 47 895              | 51 130              | 53 843              |                     |                     |
| Saint-Just-Saint-Rambert     | 37 470              | 43 500              | 45 386              |                     |                     |
| Voiron                       | 35 722              | 39 016              | 42 131              |                     |                     |
| Oyonnax                      | 35 367              | 39 647              | 42 054              |                     |                     |
| Sallanches                   | 33 785              | 37 673              | 40 949              |                     |                     |
| Aubenas                      | 37 343              | 38 684              | 40 390              |                     |                     |
| Aix-les-Bains                | 32 714              | 36 760              | 40 278              |                     |                     |
| Annonay                      | 36 906              | 38 599              | 39 507              |                     |                     |
| Roussillon                   | 33 608              | 36 355              | 38 675              |                     |                     |
| Albertville                  | 31 528              | 34 150              | 35 431              |                     |                     |
| Bourgoin-Jallieu             | 32 051              | 33 510              | 35 382              |                     |                     |
| Aires urbaines               | 1982                | 1990                | 1999                | 2008                | 2011                |

Note :
Ces chiffres ne concernent que la partie française de l'aire urbaine.